# Angel Eyes (Paulini)
Angel Eyes è il singolo di debutto della cantante figiana Paulini, pubblicato il 5 luglio 2004.
Il brano è una cover della canzone Angel Eyes di Jeff Healey, pubblicata nel 1989.

## Successo commerciale
Il brano ha raggiunto la prima posizione della classifica australiana mantenendola per tre settimane consecutive ed è stata certificata disco di platino sempre in Australia. La canzone ha inoltre raggiunto la 34ª posizione nella classifica neozelandese.

## Classifiche

### Classifiche Settimanali
| Classifica (2004) | Posizione massima |
| ----------------- | ----------------- |
| Australia         | 1                 |
| Nuova Zelanda     | 34                |

### Classifiche di fine anno
| Classifica (2004) | Posizione |
| ----------------- | --------- |
| Australia         | 17        |